# Mölnbo station
Mölnbo är en station på Stockholms pendeltågsnät och belägen i tätorten Mölnbo i Södertälje kommun. Stationen ligger på Västra stambanan och har två spår med sidoplattformar. Den trafikeras av pendeltågslinjen Gnesta–Södertälje centrum och antalet påstigande en genomsnittlig vintervardag (2015) har beräknats till 1 000 personer. 

## Bilder

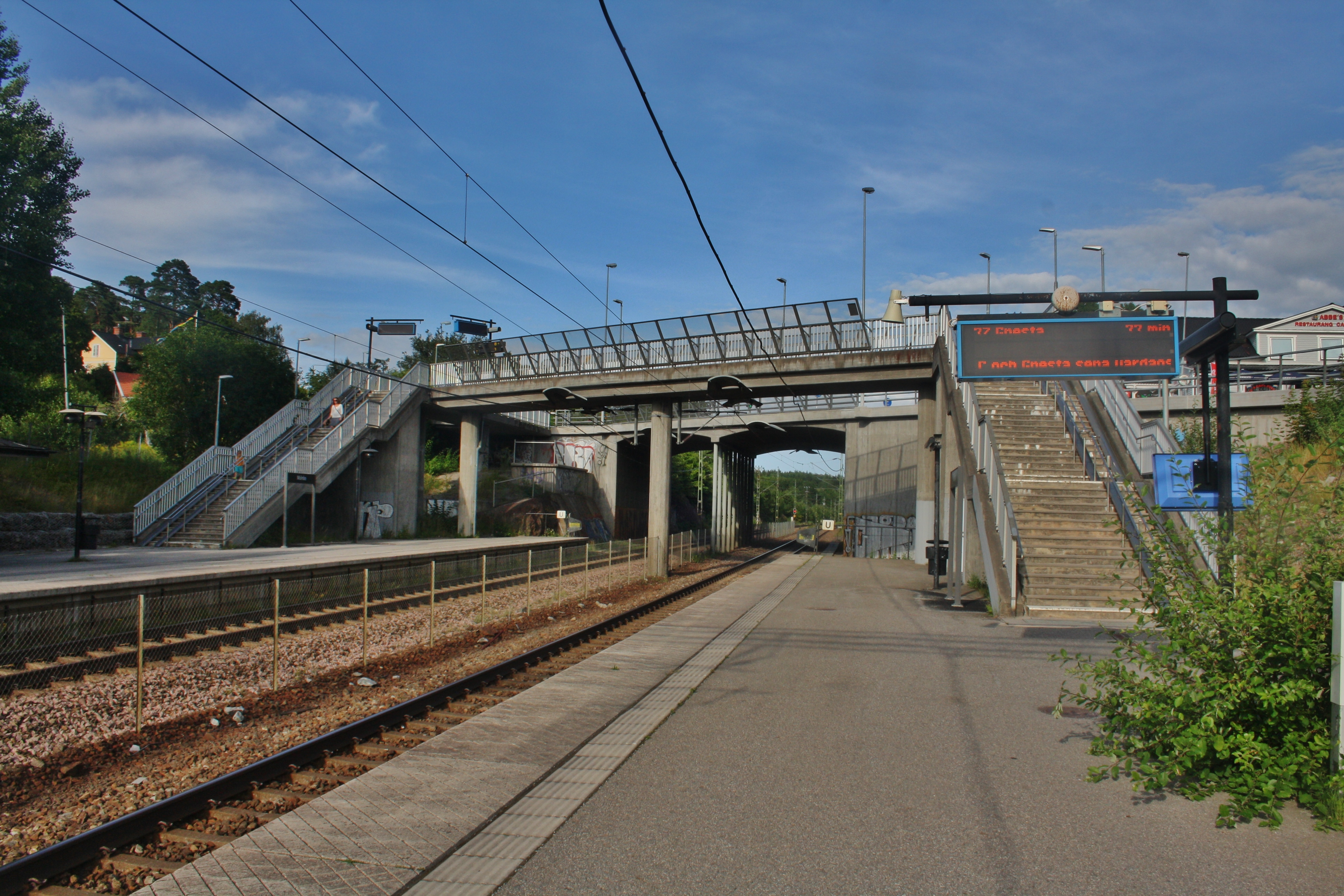
Perrongen i Mölnbo
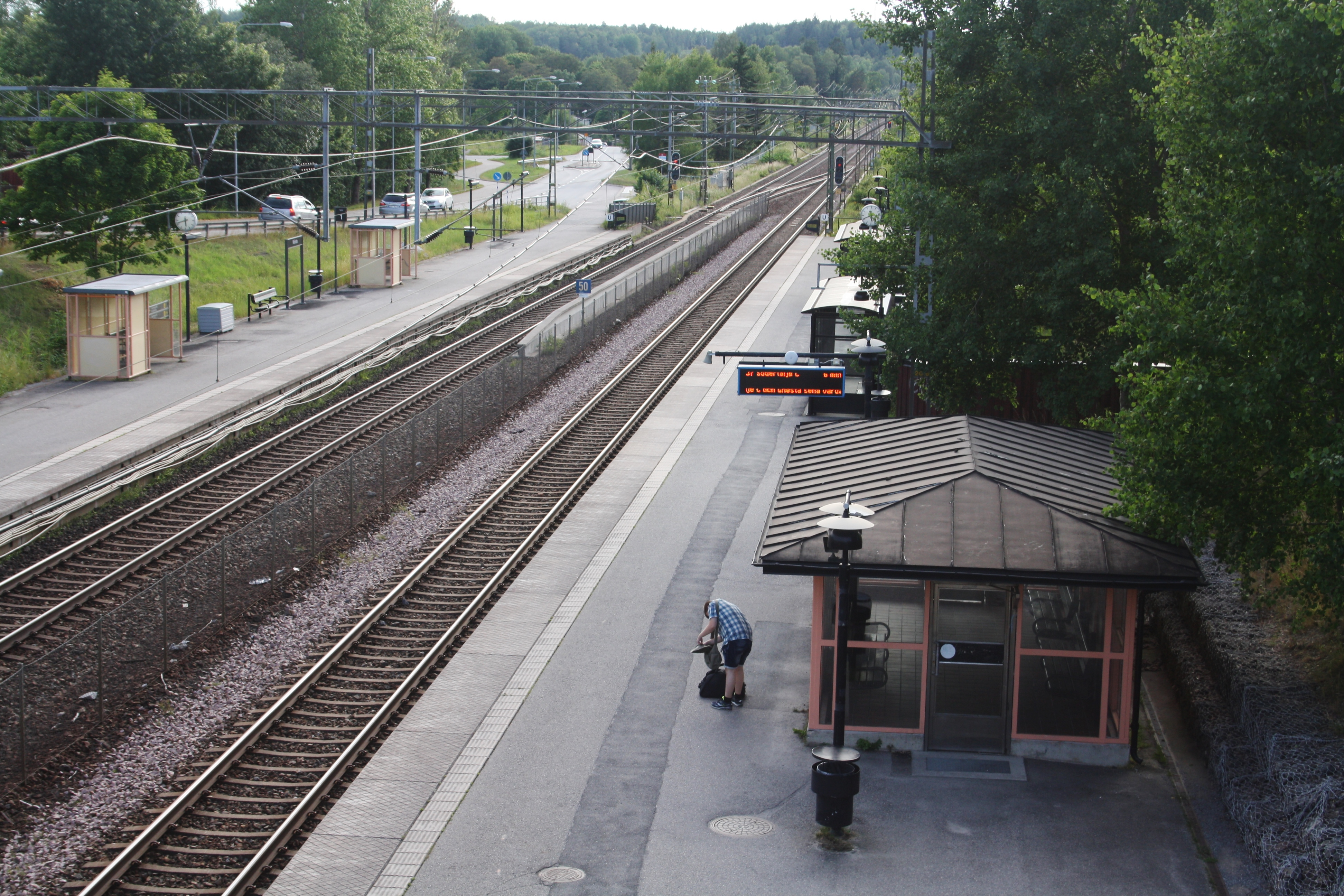
Översikt över stationen